# Кобелли, Джузеппина
Джузеппи́на Кобе́лли (итал. Giuseppina Cobelli; 11 августа 1898, Мадерно — 1 сентября 1948, Сало) — итальянская оперная певица (сопрано).

## Биография
Джузеппина Кобелли получила музыкальное образование под руководством Джузеппе Арригони в Болонье и Жака Штукгольда в Гамбурге (по другим данным в Баварии). Её дебют на сцене состоялся в 1924 в городе Пьяченца в роли Джоконды из одноимённой оперы Понкьелли. В 1920—1930-х годах Кобелли считалась одной из лучших исполнительниц опер Вагнера. В её репертуаре были сопрановые партии из его опер «Валькирия», «Тристан и Изольда», «Лоэнгрин» и «Парсифаль», а также многочисленные итальянские оперы. В дальнейшем она была вынуждена оставить пение из-за прогрессирующих проблем со слухом, впервые появившихся в 1932 году. Сохранились лишь две аудиозаписи исполнения Джузеппины Кобелли.